# 1re cérémonie des prix Écrans canadiens
La 1re cérémonie des prix Écrans canadiens (Canadian Screen Awards), organisée par l'Académie canadienne du cinéma et de la télévision, a eu lieu le 3 mars 2013,,.
Issue de la fusion des prix Génie et Gemini, elle récompense les productions cinématographiques anglo et francophones canadiennes, ainsi que les productions télévisuelles et les nouveaux médias anglophones de 2012, les prix Gémeaux honorant de leur côté les productions télévisuelles francophones.

## Palmarès
Les lauréats sont indiqués ci-dessous en premier de chaque catégorie et en gras.

### Cinéma

#### Meilleur film
- Rebelle
  - L'Affaire Dumont
  - Inch'Allah
  - Laurence Anyways
  - Midnight's Children
  - Still

#### Meilleur réalisateur
- Kim Nguyen pour Rebelle
  - Michael Dowse pour Goon
  - Xavier Dolan pour Laurence Anyways
  - Deepa Mehta pour Midnight's Children
  - Bernard Émond pour Tout ce que tu possèdes

#### Meilleur acteur
- James Cromwell dans Still
  - Patrick Drolet dans Tout ce que tu possèdes
  - Marc-André Grondin dans L'affaire Dumont
  - David Morse dans Collaborator
  - Melvil Poupaud dans Laurence Anyways

#### Meilleure actrice
- Rachel Mwanza dans Rebelle
  - Evelyne Brochu dans Inch'Allah
  - Geneviève Bujold dans Still
  - Marilyn Castonguay dans L'Affaire Dumont
  - Suzanne Clément dans Laurence Anyways

#### Meilleur acteur dans un second rôle
- Serge Kanyinda dans Rebelle
  - Jay Baruchel dans Goon
  - Kim Coates dans Goon
  - Stephan James dans Home Again
  - Elias Koteas dans Winnie

#### Meilleure actrice dans un second rôle
- Seema Biswas dans Midnight's Children
  - Fefe Dobson dans Home Again
  - Alice Morel-Michaud dans Les Pee Wee 3D
  - Gabrielle Miller dans Moving Day
  - Sabrina Ouazani dans Inch'Allah

#### Meilleur scénario original
- Rebelle – Kim Nguyen
  - Blackbird – Jason Buxton
  - Tout ce que tu possèdes – Bernard Émond
  - Still – Michael McGowan
  - Laurence Anyways – Xavier Dolan

#### Meilleure adaptation
- Midnight's Children – Salman Rushdie
  - Cosmopolis – David Cronenberg
  - The Lesser Blessed – Anita Doron
  - Goon – Evan Goldberg et Jay Baruchel
  - Mars et Avril – Martin Villeneuve

#### Meilleure direction artistique
- Rebelle

#### Meilleurs costumes
- Laurence Anyways – Xavier Dolan et François Barbeau

#### Meilleurs maquillages
- Laurence Anyways

#### Meilleures images
- Rebelle – Nicolas Bolduc

#### Meilleur montage
- Rebelle – Richard Comeau

#### Meilleur son d'ensemble
- Rebelle

#### Meilleur montage sonore
- Rebelle

#### Meilleurs effets visuels
- Resident Evil: Retribution

#### Meilleure chanson originale
- Long to Live, interprétée par Emily Haines, James Shaw, Howard Shore dans Cosmopolis

#### Meilleure musique originale
- Cosmopolis – Howard Shore

#### Meilleur long métrage documentaire - Ted Rogers
- Stories We Tell d'Anita Lee et Sarah Polley

#### Meilleur court métrage documentaire
- The Boxing Girls of Kabul - Annette Clarke, Ariel Nasr

#### Meilleur court métrage de fiction
- Throat Song - Mirandade Pencier, Stacey Aglok MacDonald

#### Meilleur court métrage d'animation
- Paula - Julie Roy, Dominic Étienne Simard